# لوتا (استان لوبلین)
لوتا (به لاتین: Luta) یک روستا در لهستان است که در گمینا وووداوا واقع شده‌است.